# Deutsch-Taiwanische Gesellschaft
Die Deutsch-Taiwanische Gesellschaft (bis September 2020 Deutsch-Chinesische Gesellschaft e.V. – Freunde Taiwans, zuvor auch Deutsch-Chinesische Gesellschaft Berlin-Taipei) ist ein Verein zur Förderung der Beziehungen zu Taiwan in Deutschland.

## Geschichte

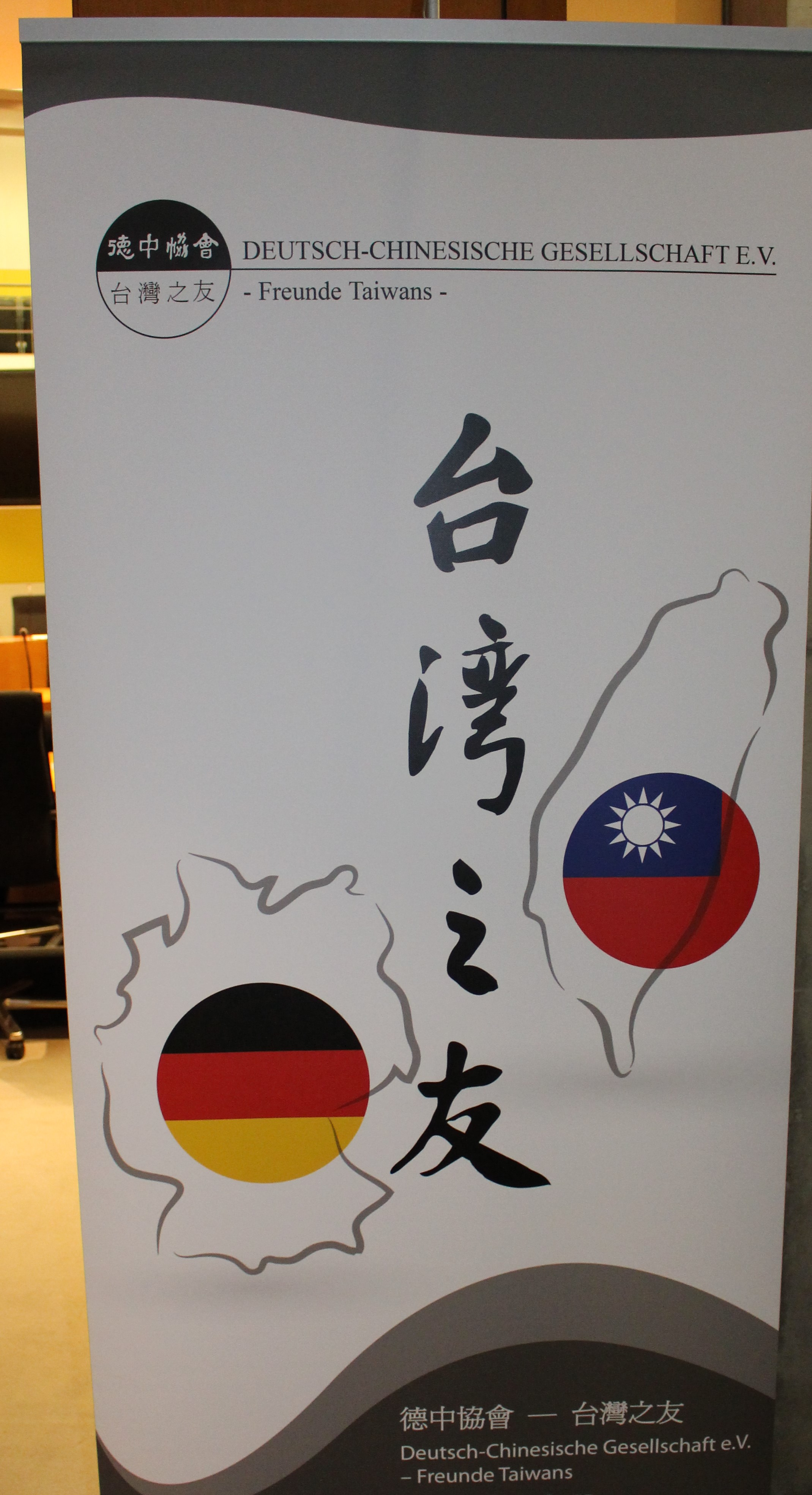
Aufsteller mit altem Namen

Die Gesellschaft wurde 1957 gegründet und ist der älteste Verein zur Förderung der Beziehungen zu Taiwan in Deutschland, zu dessen Mitgliedern Deutsche und Taiwaner zählen. Die Gesellschaft bestand zunächst vor allem aus Abgeordneten des Deutschen Bundestages, denen eine langfristige Entwicklung der deutsch-taiwanischen Beziehungen ein Anliegen war. Sie vereinigt inzwischen Bürger aus Deutschland und Taiwan. Mit dem Umzug nach Berlin änderte die Gesellschaft ihren Namen. Durch den Zusatz „Freunde Taiwans“ verdeutlichte sie ihre Orientierung. Mit der zum Oktober 2020 erfolgten Umbenennung in Deutsch–Taiwanische Gesellschaft wird die im Laufe der letzten Jahrzehnte entstandene taiwanische Identität auch in der Namensgebung abgebildet. Die Gesellschaft ist die einzige ihrer Art in Europa.
Seit Ende 2019 existiert mit der Jungen Taiwan Initiative eine Plattform innerhalb der DTG mit dem Ziel, sich für „einen freiheitlichen und demokratischen Rechtsstaat als auch für die Verbesserung der deutsch-taiwanischen Beziehungen auf allen Ebenen“ einzusetzen.

## Vereinszweck
Der eingetragene gemeinnütziger Verein verfolgt den „Völkerverständigungsgedanken“. Laut Satzung tritt die Gesellschaft für die Aufrechterhaltung, Pflege und Stärkung der vielfältigen Beziehungen zwischen der Bundesrepublik Deutschland und der Republik China (Taiwan) ein. Sie bemüht sich um die Förderung und Intensivierung der  Bestrebungen, die der Vermittlung der Kultur dienen und einen Kulturaustausch zwischen Taiwan und Deutschland ermöglichen. Sie unterstützt Bemühungen, die politischen, diplomatischen und wirtschaftlichen Beziehungen zwischen beiden Ländern zu festigen und auszubauen. Des Weiteren fördert die Gesellschaft die Sportbeziehungen und den Tourismus zwischen den Ländern.
Die Gesellschaft ist parteipolitisch neutral.

## Politische Bedeutung
Die Gesellschaft initiiert seit 1989 nach jeder Bundestagswahl die Gründung des Parlamentarischen Freundeskreises Bonn/Berlin-Taipei. Aufgrund der deutschen Ein-China-Politik bestehen keine diplomatischen Beziehungen zwischen Deutschland und Taiwan.

## Vorstand
Die Vorsitzende und die Vorstandsmitglieder üben ihre Tätigkeit auf ehrenamtlicher Basis aus. Vorsitzender der Gesellschaft ist Marcus Faber (FDP). Seine Amtsvorgänger waren Anita Schäfer (CDU), die Ehrenvorsitzende bleibt, und Wolfgang Lüder (FDP). Stellvertretende Vorsitzende sind Till Steffen (Grüne), Holger Becker (SPD), Carsten Müller (CDU), Sophie-Caroline Zillessen und der ehemalige Leiter der deutschen Auslandsvertretung in Taiwan, Michael Zickerick. Sitz des Vereins ist Berlin.